# Elvar Friðriksson
Elvar Már Friðriksson (Njarðvík, 11 novembre 1994) è un cestista islandese.

## Carriera
Con l'Islanda ha disputato i Campionati europei del 2017.

## Palmarès
- Campionato svedese: 1

Borås Basket: 2019-20